# ムンフバータル・ブンドゥマー
ムンフバータル・ブンドゥマー（Munkhbaatar　Bundmaa 1985年9月4日- ）はモンゴルのウブルハンガイ県出身の柔道選手。階級は52kg級。身長159cm。4段。

## 人物
柔道は14歳の時にウランバートルで始めた。2005年の世界選手権では2回戦で敗れた。2006年のアジア大会では、決勝で北朝鮮の安琴愛に朽木倒で敗れた。2007年の世界選手権でも2回戦で敗れた。2008年の北京オリンピックは初戦でスペインのアナ・カラスコサに技ありを取られて敗れた。2009年の世界選手権では準々決勝でキューバのヤネト・ベルモイに指導2で敗れて7位に終わった。
2010年の世界選手権では準決勝で日本の中村美里に小内刈で一本負けするが3位となった。続くアジア大会でも決勝で中村に合技で敗れて2位に終わった。
2011年は1月のワールドマスターズ2011準決勝で日本の西田優香に合技で敗れて3位となった。2月のグランドスラム・パリでは決勝でアルジェリアのソラヤ・ハダドに一本勝ちして、グランドスラム大会で初優勝を飾った。4月のアジア選手権では西田に有効を取られて2位に終わった。しかし、5月のグランドスラム・モスクワ決勝では、西田相手にGSに入ってから内股で有効を取って優勝した。8月の世界選手権では2回戦でベルモイに技ありを取られて敗れた。
2012年は2月のグランドスラム・パリ決勝で西田に合技で敗れて2位となった。7月のロンドンオリンピックでは2回戦でベルモイに敗れた。
その後も活躍するものの、2016年のリオデジャネイロオリンピックには出場できなかった。2017年1月には引退を表明した。しかしながら、5月のアジア選手権には57kg級で出場してきたが、2回戦で芳田司に敗れた。
また、サンボの世界選手権では、2005年と2007年に52kg級で2度優勝している。

## 主な戦績
- 2005年 - アジア選手権　3位
- 2005年 - 世界選手権　7位
- 2006年 - 東アジア選手権　3位
- 2006年 - アジア大会　2位
- 2007年 - ユニバーシアード　優勝
- 2007年 - プレオリンピック　個人戦　5位　団体戦　3位
- 2008年 - アジア選手権　2位
- 2008年 -ロシア国際　3位
- 2009年 - アジア選手権　2位
- 2009年 - 世界選手権　7位
- 2009年 - ワールドカップ・ウランバートル　優勝
- 2009年 - ワールドカップ・スウォン　優勝
- 2010年 - ワールドカップ・サンパウロ　2位
- 2010年 - ワールドカップ・ウランバートル　2位
- 2010年 - 世界選手権　3位
- 2010年 - アジア大会　2位
- 2011年 - ワールドマスターズ2011　3位
- 2011年 - グランドスラム・パリ　優勝
- 2011年 - アジア選手権　個人戦　2位　団体戦　2位
- 2011年 - グランドスラム・モスクワ　優勝
- 2011年 - ワールドカップ・ウランバートル　優勝
- 2011年 - グランプリ・アブダビ　3位
- 2011年 - グランプリ・青島　優勝
- 2012年 - ワールドマスターズ2012　5位
- 2012年 - グランドスラム・パリ　2位
- 2012年 - グランプリ・デュッセルドルフ　3位
- 2012年 - アジア選手権　個人戦　2位　団体戦　2位
- 2013年 - ワールドマスターズ2012　7位
- 2013年 - グランプリ・チェジュ　優勝
- 2014年 -  グランプリ・ウランバートル　3位
- 2015年 - アジア選手権　2位
- 2015年 -  グランプリ・ウランバートル　3位
- 2016年 - グランプリ・デュッセルドルフ　5位
- 2016年 - アジア選手権　3位
- 2016年 -　グランドスラム・バクー　3位

(出典、JudoInside.com)。　